# وارم سبرينجز
ورم سبرينغز (بالإنجليزية: Warm Springs, Georgia)‏ هي مدينة تقع في مقاطعة ميريويذر، جورجيا بولاية جورجيا في الولايات المتحدة. تبلغ مساحة هذه المدينة 3.1 (كم²)، وترتفع عن سطح البحر م، بلغ عدد سكانها 478 نسمة في عام 2010 حسب إحصاء مكتب تعداد الولايات المتحدة.

## أعلام
- جورج فوستر بيبودي
- جورج دبليو. جنكينز

## وصلات خارجية
- Cities & Counties - Georgia.gov